# Алматинская академия МВД Республики Казахстан
Алматинская академия Министерства внутренних дел Республики Казахстан имени Макана Есбулатова(каз. Қазақстан Республикасы Ішкі істер министрлігі Мақан Есболатов атындағы Алматы академиясы) — высшее учебное заведение Казахстана, крупнейший научный центр страны по проведению прикладных научных исследований по актуальным проблемам борьбы с преступностью и управления личным составом в подразделениях полиции.
Алматинская академия МВД является первым учебным заведением МВД Казахстана, которая основана в 1956 году.
В настоящее время Алматинская академия МВД Республики Казахстан имени Макана Есбулатова осуществляет образовательную деятельность по следующим направлениям подготовки:
Высшее образование – бакалавриат по образовательным программам: 
6В12301 – Правоохранительная деятельность, 
6В06301 – Информационные системы, 
6В06201 – Радиотехника, электроника и телекоммуникации.
Послевузовское образование – докторантура (8D12301 – Правоохранительная деятельность), магистратура: профильное направление (по двудипломной образовательной программе: «Правоохранительная деятельность» и «Управление проектами») и научно-педагогическое направление (7М12301 – Правоохранительная деятельность).
Дополнительное образование – подготовка руководящего состава ОВД, подготовка среднего начальствующего состава, переподготовка и повышение квалификации, первоначальная профессиональная подготовка.
Алматинская академия МВД является членом Международной ассоциации полицейских академий INTERPA, Ассоциации вузов МВД стран СНГ и Ассоциации вузов Республики Казахстан, тесно сотрудничая с международными организациями, ведущими отечественными учебными заведениями, а также вузами МВД стран СНГ и дальнего зарубежья.
В Алматинской академии МВД действует свой диссертационный совет по защите докторских диссертаций PhD по специальности «Правоохранительная деятельность».
Журнал «Ученые труды Алматинской академии МВД Республики Казахстан» входит в перечень научных изданий, рекомендованных Комитетом по обеспечению качества в сфере образования и науки Министерства образования и науки Республики Казахстан.

## Структура
В структуру Алматинской академии МВД входят 4 факультета, Научно-исследовательский центр, отделы и службы.
Факультет № 1 подготовки руководящего состава органов внутренних дел.
Факультет № 2 подготовки среднего начальствующего состава органов внутренних дел.
Факультеты № 1 и 2 были созданы в 2021 году по инициативе и при поддержке министра внутренних дел Республики Казахстан генерал-лейтенанта полиции Тургумбаева Е.З. в условиях модернизации системы органов внутренних дел.
На факультете № 2 функционирует 4 центра: Межведомственный  центр по подготовке специалистов по противодействию наркопреступности, Центр по подготовке специалистов по противодействию экстремизму, Центр по подготовке специалистов по противодействию киберпреступности, Центр по подготовке специалистов по идеологической и имиджевой работе.
На факультете № 3 обучаются сотрудники ОВД по образовательным программам послевузовского образования (докторантура, магистратура).
На факультете № 4 профессиональной подготовки обучение проходят курсанты по образовательным программам высшего образования и на курсах первоначальной профессиональной подготовки. В составе факультета действуют 8 кафедр.

## История
Алматинская академия МВД Республики Казахстан имени Макана Есбулатова была основана в 1956 году, когда был подписан приказ министра внутренних дел СССР от 23 июля 1956 года о создании Алма-Атинской специальной средней школы милиции КазССР (АССШМ).
Алматинская академия МВД является старейшим учебным заведением МВД Казахстана.
Образование в Алматы школы милиции было очень важным событием в истории органов внутренних дел и своевременным решением, поскольку ситуация в регионе была достаточно сложной. Связано это было с трудной социально-политической обстановкой, так как «Бериевская амнистия» 1953 года помимо «узников совести» освободила из мест лишения свободы 2,5 миллионов человек, большинство из которых составляли уголовники всех мастей, что не могло не сказаться отрицательно на оперативной обстановке, росте рецидивной преступности и увеличении количества особо опасных преступлений.
Для Казахстана же ситуация усугубилась тем, что помимо настоящих патриотов Родины, добровольно направившихся для освоения целинных и залежных земель из братских советских республик, в его степи большим потоком был направлен уголовный элемент, к которому присоединялись различные авантюристы – искатели легкой наживы.
В тот период на казахстанскую милицию возлагались ответственные задачи по обеспечению общественного порядка в местах массового пребывания целинников, охраны материальных ценностей от преступных посягательств. Однако органы внутренних дел не только Казахской, но и Киргизской ССР испытывали острую нужду в кадрах.
В связи с этим открытие в Алма-Ате специальной средней школы милиции для подготовки милицейских кадров двух соседних республики (КазССР и КиргССР) по настоятельной просьбе руководства МВД Казахской ССР, стало исторически важным событием.
Организационная работа по созданию АССШМ МВД СССР была возложена на МВД Казахской ССР. Тогда большую роль в осуществлении организационных мероприятий по созданию школы сыграли министр внутренних дел КазССР генерал-лейтенант милиции Шракбек Кабылбаевич Кабылбаев и, на тот момент, начальник учебного отдела Управления кадров МВД капитан внутренней службы – Макан Есбулатович Есбулатов.
Алма-Атинская специальная средняя школа милиции с первого года обучения стала готовить милиционеров по специализациям: уголовного розыска, БХСС, участковых инспекторов и инспекторов Государственной автомобильной инспекции.
Первый же выпуск Алма-Атинской специальной средней школы милиции состоялся в 1958 году, в этот же год стало функционировать заочное отделение по обучению практических работников ОВД по юридической специальности со сроком обучения 3 года.
Наряду с подготовкой по юридической специальности с 1961 по 1977 годы при Алма-Атинской специальной средней школе милиции функционировало отделение по подготовке начальствующего состава ГАИ, численностью в 100 человек. При этом учебный план для этой категории обучаемых основывался на утвержденной программе Харьковского военного училища. К сожалению, затем отделение по подготовке начальствующего состава ГАИ было упразднено в связи с открытием в городе Орел школы МВД с подобным профилем.
Алма-Атинская специальная средняя школа милиции начиная с 1961 года стала учебной базой и для высшего образования. Так здесь был открыт факультет заочного обучения Московской высшей школы МВД СССР, а несколько позднее – факультет очно-заочного обучения высшей школы. Однако, как и в случае с отделением по подготовке начальствующего состава ГАИ, данный факультет был преобразован в Высшую школу МВД СССР и передислоцирован в Караганду. Несмотря на это, руководство ведомства заново открывает заочное отделение Карагандинской высшей школы милиции МВД СССР в АССШМ в 1980 году.
С 1965 по 1973 годы в АССШМ функционировали курсы по подготовке начальствующего состава военизированной пожарной охраны со специализацией «Пожаротушение и государственный пожарный надзор». Срок обучения составлял 11 месяцев. В октябре 1973 года на базе этих курсов было создано Алма-Атинское пожарно-техническое училище, которое было отделено от АССШМ.
В 1967 году Алма-Атинской специальной средней школе милиции в соответствии с указом Президиума Верховного совета КазССР №429-7 от 11 октября 1967 года было вручено Красное Знамя. Вручал его министр внутренних дел республики генерал-лейтенант милиции Ш.К. Кабылбаев.
Красные знамёна милиции в советский период олицетворяли собой символ чести, доблести и славы. Являлись напоминанием каждому сотруднику органов внутренних дел о его священном долге преданно служить социалистической Родине, стойко и умело защищать интересы Советского государства и народа, не щадя своих сил и самой жизни. Весь личный состав гарнизона, которому вручалось Красное Знамя, был обязан бдительно и самоотверженно охранять его, а при утрате Красного Знамени начальник органа милиции, возглавляющий гарнизон, и личный состав, непосредственно виновный в утере несли за это ответственность в установленном порядке.
В конце 90-х годов в системе МВД республики опять остро встала кадровая проблема подготовки кадров руководящего состава. Обучение данной категории работников за пределами страны не оправдывалось вследствие высокой стоимости и существенных различий в законодательстве стран СНГ.
27 июля 1991 г. было принято Постановление Кабинета Министров СССР № 519 «Об организации Алма-Атинской высшей школы Министерства внутренних дел СССР», а на его основании 30 июля 1991 г. вышел приказ МВД СССР № 255 о создании на базе Алма-Атинского факультета Карагандинской высшей школы МВД СССР Алма-Атинской высшей школы МВД СССР для подготовки милицейских кадров Казахской и Киргизской Советских Социалистических Республик. До этого, поистине исторического для органов внутренних дел республики события, бессменным руководителем учебного заведения на протяжении 12 лет являлся генерал-майор милиции М.Е. Есбулатов. Его преемником, возглавившим Алма-Атинскую высшую школу Министерства внутренних дел СССР, стал генерал-майор милиции Э.У. Басаров.
3 июня 1996 г., согласно приказу Государственного следственного комитета Республики Казахстан № 103, Алматинская высшая школа МВД Республики Казахстан была преобразована в Алматинскую высшую школу ГСК Республики Казахстан. Через два года, в связи с расформированием ГСК, школа вновь перешла в введение МВД Республики Казахстан, и 27 апреля 1998 г., в соответствии с приказом МВД Республики Казахстан № 134, была переименована в Алматинский юридический институт МВД Республики Казахстан.
Программой дальнейшего совершенствования и развития ведомственного образования ОВД РК на 1998-2005 гг. предусматривалось создание собственной Академии МВД Казахстана. Во исполнение данного пункта и в целях дальнейшего совершенствования подготовки специалистов для ОВД 1 июня 1999 г. Правительством Республики Казахстан было принято Постановление № 675 «О создании государственного учреждения «Академии МВД Республики Казахстан»». Согласно постановлению Академия образована путем слияния Алматинского юридического института и Алматинского технического института МВД Республики Казахстан. 
Постановлением Правительства Республики Казахстан от 18 февраля 2017 г. № 79 республиканскому государственному учреждению «Алматинская академия Министерства внутренних дел Республики Казахстан» было присвоено имя Макана Есбулатова.
Академия МВД РК была создана Постановлением Правительства страны от 1 июля 1999 года на базе Алматинского юридического и Алматинского технического институтов МВД РК в соответствии с Программой совершенствования и развития ведомственного образования органов внутренних дел Республики Казахстан на 1998-2005 годы. 
Днем рождения Алматинской академии считается 23 июля 1956 года, когда была создана Алматинская средняя специальная школа милиции. 
Согласно Приказу МВД РК № 407 от 11 июня 2002 года при Академии было создано три института: институт подготовки руководящего состава ОВД; юридический институт на базе средне специального образования; научно-исследовательский институт.После реорганизации Алматинского юридического колледжа МВД Республики Казахстан, при Академии МВД Республики Казахстан был организован Специальный факультет Юридического института Академии МВД РК. Специальный факультет был реорганизован в сентябре 2012 года и был образован Технический факультет Алматинской академии МВД Республики Казахстан. В данный момент в Алматинской академии МВД Республики  Казахстан готовят по "Оперативно-розыскной","Следственно-криминалистической","Оперативно-криминалистической","Административно-правовой" и " Информационные системы" специализациям.
1956 год основание Алма-Атинской специальной средней школы милиции МВД СССР
1961 год создание на базе АССШМ факультета заочного отделения Московской высшей школы МВД, а затем очно-заочного отделения Высшей школы МВД СССР
1969 год преобразование факультета очно-заочного отделения Высшей школы МВД СССР в Высшую школу МВД СССР с передислокацией в г. Караганда
1973 год создание на базе одиннадцатимесячных курсов по подготовке начальствующего состава пожарной охраны Алма-Атинского пожарно-технического училища
1991 год создание на базе Алма-Атинского факультета Карагандинской высшей школы МВД СССР и Алма-Атинской высшей школы МВД СССР
1996 год преобразование в Алматинскую высшую следственную школу ГСК РК
1998 год преобразование в Алматинский юридический институт МВД РК
1999 год создание на базе Алматинского юридического института МВД и Алматинского технического института МВД Академии МВД РК
2010 год создание на базе Академии МВД РК и Алматинского юридического колледжа МВД РК Алматинской академии МВД Республики Казахстан
2017 год присвоение Алматинской академии МВД Республики Казахстан имени Макана Есбулатова

## Начальники академии
Из всех начальников Алматинской академии МВД ею в разные годы руководили 2 заместителя министра внутренних дел и 2 министра внутренних дел Республики Казахстан.
- полковник милиции Ерназаров Мулдаш Уналбаевич (с 1956 г. по 1962 г.)
- полковник милиции Шураев Борис Семенович (с 1962 г. по 1964 г.)
- полковник милиции Васютин Михаил Павлович (с 1964 г. по 1966 г.)
- генерал-майор милиции Лунев Николай Николаевич (с 1966 г. по 1976 г.)
- генерал-майор милиции Чукмаитов Сламбек Чукмаитович (с 1976 г. по 1980 г.)
- генерал-майор милиции Есбулатов Макан Есбулатович (с 1980 г. по 1991 г. Министр внутренних дел с 1973-1980 гг.)
- генерал-майор милиции Басаров Эрнст Умирзакович (с 1991 г. по 1995 г Заместитель министра внутренних дел с 1985-1991 гг.)
- генерал-майор юстиции Искаков Болат Газизович (с 1995 г. по 1996 г. Министр внутренних дел с 2000-2002 гг.)
- генерал-майор полиции Еркенов Серик Есжанович (с 1996 г. по 1998 г.)
- полковник внутренней службы Мусин Казбек Тауфикович (с 1998 г. по 1999 г.)
- генерал-майор милиции Бейсенов Аманжол Мусаинович (с 1999 г. по 2000 г. Заместитель министра внутренних дел с 1987-1991 гг.).
- генерал майор внутренней службы Кабденов Талап Кабденович (с 2000 г. по 2002 г.)
- генерал-майор полиции Еркенов Серик Есжанович (с 2000 г. по 2008 г.)
- генерал-майор полиции Кенжетаев Джан Табылдинович (с 2008 г. по 2010 г.)
- генерал-майор полиции Кулибаев Талгат Аскарович (с 2010 г. по 2018 г.)
- полковник полиции Смаилов Омирбай Хозияшевич (с 2019 г. по 2020 г.)
- полковник полиции Сайтбеков Айдар Муталикович (с 2020 г. по 2024 г.)
- полковник полиции Кобландин Калижан Женсбекулы (с 2024 г. по настоящее время)